# Le Buisson (Lozère)
Le Buisson (okcitán nyelven Lo Boisson) község Franciaország déli részén, Lozère megyében. 2011-ben 231 lakosa volt.

## Fekvése
Le Buisson az Aubrac-hegység és a Margeride-hegység között fekszik, 1080 méteres (a községterület 880-1288 méteres) tengerszint feletti magasságban, Marvejols-tól 12 km-re északnyugatra, a Crueize völgye felett. A község területén található a Crueize-en felduzzasztott Moulinet-víztározó.
Északnyugatról Prinsuéjols, északról Sainte-Colombe-de-Peyre, északkeletről Saint-Sauveur-de-Peyre, délkeletről Saint-Léger-de-Peyre; délről pedig Antrenas és Saint-Laurent-de-Muret községekkel határos.
Le Buissont érinti az N9-es főút és az A75-ös autópálya Marvejols–Aumont–Aubrac közötti szakasza (37-es lehajtó), melyek a falutól északra az Issartets-hágón haladnak keresztül. A D73-as megyei út Prinsuéjols (9 km) és Malbouzon (14 km), a D11-es út Nasbinals felé (19 km) teremt összeköttetést.
A községhez tartozik La Recouse, Sinières-Crozes, Le Gibertès, Combette és La Rouvière.

## Története

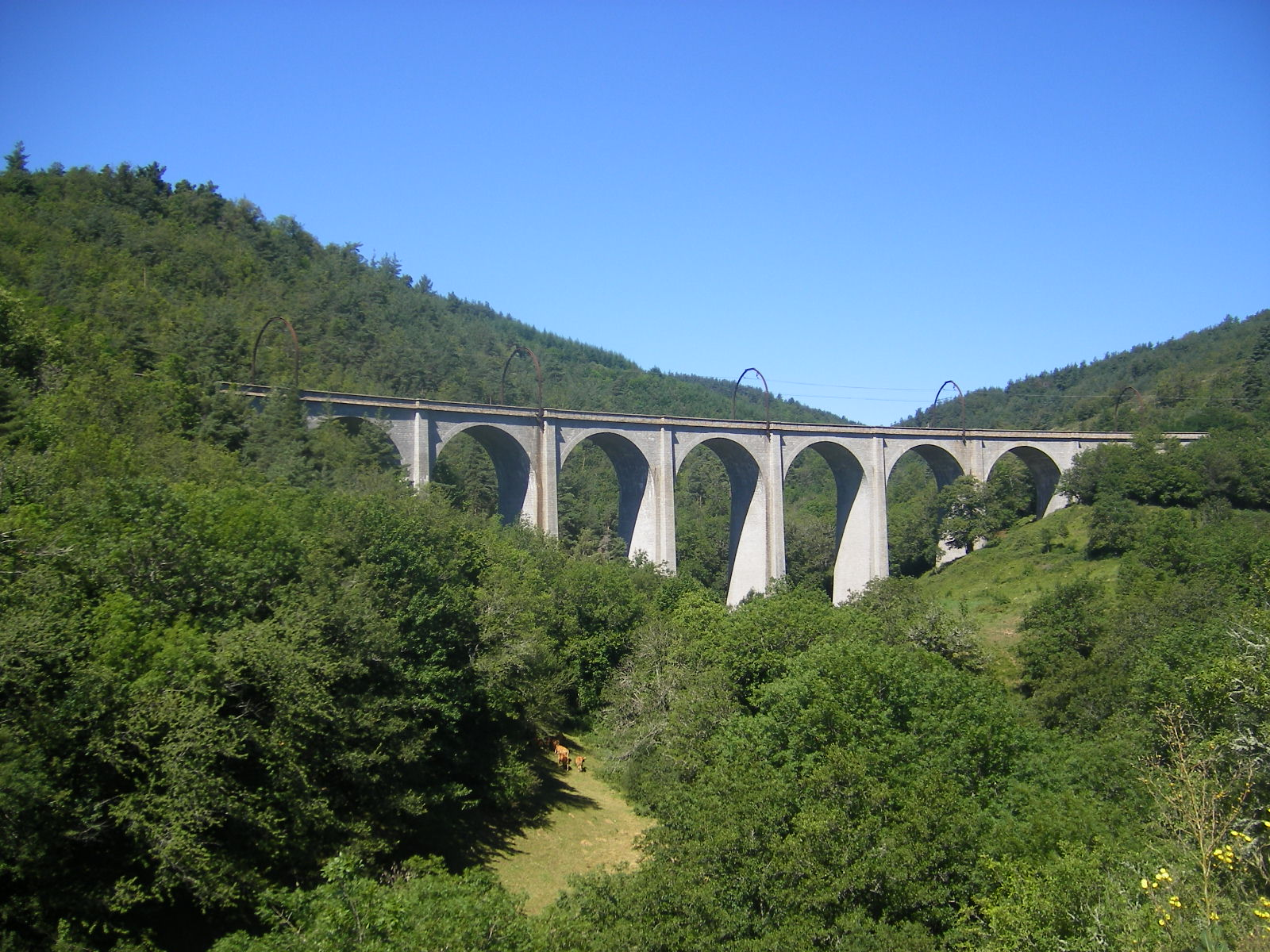
Viadukt az Issartets-hágónál

A település a történelmi Gévaudan tartományban fekszik. 1334 után a monastieri monostor birtoka volt, korábban a Peyre-i bárók uralták (ekkoriban vár is állt itt). Templomát a vallásháborúk idején a protestánsok lerombolták.

## Demográfia
| Év   | Lakosság |
| ---- | -------- |
| 1793 | 682      |
| 1851 | 611      |
| 1876 | 602      |
| 1901 | 543      |
| 1936 | 375      |

| Év   | Lakosság |
| ---- | -------- |
| 1946 | 332      |
| 1954 | 313      |
| 1962 | 272      |
| 1968 | 265      |

| Év   | Lakosság |
| ---- | -------- |
| 1975 | 220      |
| 1982 | 224      |
| 1990 | 188      |
| 1999 | 210      |
| 2010 | 225      |

## Nevezetességei
- A Sainte-Anne-templomot 1808-ban építették a régi templom átépítésével. A templom mellett áll Szűz Mária 1888-ban emelt szobra.
- A Moulinet-tó kedvelt fürdő- és kirándulóhely.

## Kapcsolódó szócikk
- Lozère megye községei